# Сененка
Сененка (біл. Сененка) — річка в Климовицькому і Краснопільському районі Могильовської області Білорусі, ліва притока річки Сенна.
Довжина річки 10 км. Середній нахил водної поверхні 2,1 м/км. Площа водозбору 26 км². Гирло на території Климовицького району, за 1 км у напрямку на північний захід від колишнього села Кончари. Водозбір у межах Оршансько-Могильовської рівнини. Ліва притока — Клочів.